# Jüdische Gemeinde Essenheim
Die jüdische Gemeinde Essenheim im rheinland-pfälzischen Landkreis Mainz-Bingen bestand vom Anfang des 19. Jahrhunderts bis 1933. Sie gehörte zum Bezirksrabbinat Mainz.

## Geschichte
Ein erster Nachweis für auf dem Gebiet von Essenheim siedelnde Juden, stammt aus dem Jahr 1725. Eine jüdische Gemeinde, zu der bis 1881 auch die jüdischen Einwohner von Ober-Olm gehörten, gründete sich aber erst zu Beginn des 19. Jahrhunderts. Sie gehörte zum Bezirksrabbinat Mainz. Im Laufe des 19. Jahrhunderts nahm die Zahl der jüdischen Einwohner zu und erreichte 1871 ihren höchsten Stand. Zu diesem Zeitpunkt stellte die jüdische Gemeinde 10 Prozent der Einwohner von Essenheim. Ab dann kam es zu Aus- und Abwanderungen, vorwiegend in die Vereinigten Staaten und im Zuge der fortschreitenden Industrialisierung in die größeren Städte. Ab 1933, nach der Machtergreifung Adolf Hitlers, wurden die jüdischen Einwohner immer mehr entrechtet. Zudem kam es immer wieder zu antijüdischen Aktionen, was dazu führte, dass die letzten 22 jüdischen Einwohner Essenheim verließen und nach Mainz zogen oder in die Vereinigten Staaten und nach Argentinien emigrierten. Damit endete die Geschichte der jüdischen Gemeinde Essenheim.

## Entwicklung der jüdischen Einwohnerzahl
| Jahr | Juden      | Jüdische Familien | Bemerkung                              |
| ---- | ---------- | ----------------- | -------------------------------------- |
| 1801 | 25         |                   |                                        |
| 1804 | 25         |                   |                                        |
| 1824 | 48         |                   |                                        |
| 1830 | 56         |                   |                                        |
| 1861 | 98         |                   |                                        |
| 1871 | 126        |                   | 10 Prozent der Einwohner von Essenheim |
| 1900 | 46         |                   |                                        |
| 1931 | 25 oder 25 | 6                 |                                        |
| 1933 | 22         |                   |                                        |

Quelle: alemannia-judaica.de; jüdische-gemeinden.de;; „… und dies ist die Pforte des Himmels“

## Einrichtungen

### Synagoge
Die Synagoge wurde 1857 eingeweiht. Nach Auflösung der Gemeinde wurde sie 1935/36 an einen Landwirt verkauft und als Lagerraum genutzt. 1978 wurde die ehemalige Synagoge abgerissen.

### Mikwe
Die Gemeinde verfügte über eine Mikwe.

### Schule
Für die Religionsschule hatte die Gemeinde zeitweise einen Religionslehrer angestellt, der auch die Aufgaben des Vorbeters und Schochet innehatte. 

### Friedhof
Die Toten der jüdischen Gemeinde wurden, bis zur Anlage des jüdischen Friedhof Essenheim im Jahr 1877, auf dem jüdischen Friedhof Jugenheim beigesetzt.

## Opfer des Holocaust
Das Gedenkbuch – Opfer der Verfolgung der Juden unter der nationalsozialistischen Gewaltherrschaft 1933–1945 und die Zentrale Datenbank der Namen der Holocaustopfer von Yad Vashem führen 12 Mitglieder der jüdischen Gemeinschaft Essenheim (die dort geboren wurden oder zeitweise lebten) auf, die während der Zeit des Nationalsozialismus ermordet wurden.
| Name     | Vorname                | Todeszeitpunkt    | Alter     | Ort des Todes                 | Bemerkung | Quellen |
| -------- | ---------------------- | ----------------- | --------- | ----------------------------- | --- | --- |
| Feibel   | Moritz                 | 2. Februar 1944   | 75 Jahre  | Ghetto Theresienstadt         | Deportation ab Frankfurt am Main am 18. August 1942 nach Ghetto Theresienstadt | Yad Vashem (Datenbank, Datensatz Nr. 11495124) / Gedenkbuch für die Opfer der NS-Judenverfolgung in Deutschland                 |
| Goldmann | Elisabeth (Erna, Irma) | unbekannt         | unbekannt | Ghetto Piaski                 | Deportation ab Darmstadt am 25. März 1942 nach Ghetto Piaski | Yad Vashem (Datenbank, Datensatz Nr. 11506676) / Gedenkbuch für die Opfer der NS-Judenverfolgung in Deutschland                 |
| Lorch    | Franziska              | 31. Dezember 1942 | 73 Jahre  | Ghetto Theresienstadt         | Deportation ab Darmstadt am Main am 27. September 1942 nach Ghetto Theresienstadt | Yad Vashem (Datenbank, Datensatz Nr. 11583174) / Gedenkbuch für die Opfer der NS-Judenverfolgung in Deutschland                 |
| Reimann  | Elsa (Else)            | unbekannt         | unbekannt | Vernichtungslager Belzec      | Deportation ab Darmstadt am Main am 25. März 1942 nach Ghetto Piaski. Deportation zu unbekanntem Zeitpunkt nach Vernichtungslager Belzec                                                              | Yad Vashem (Datenbank, Datensatz Nr. 11612203) / Gedenkbuch für die Opfer der NS-Judenverfolgung in Deutschland                 |
| Reimann  | Flora                  | unbekannt         | unbekannt | Konzentrationslager Auschwitz | Deportation ab Darmstadt am Main am 27. September 1942 nach Ghetto Theresienstadt. Deportation am 16. Mai 1944 nach Konzentrationslager Auschwitz                                                     | Yad Vashem (Datenbank, Datensatz Nr. 11612205) / Gedenkbuch für die Opfer der NS-Judenverfolgung in Deutschland                 |
| Stern    | Ella                   | 16. Juli 1943     | 45 Jahre  | Vernichtungslager Sobibor     | In die Niederlande emigriert. Deportation am 13. Juli 1943 ab Durchgangslager Westerbork nach Vernichtungslager Sobibor                                                                               | Yad Vashem (Datenbank, Datensatz Nr. 11640954 und Nr. 1192018) / Gedenkbuch für die Opfer der NS-Judenverfolgung in Deutschland |
| Stern    | Gustav                 | unbekannt         | unbekannt | Konzentrationslager Auschwitz | 1936 in die Niederlande emigriert. Deportation ab Amsterdam am 21. April 1943 nach Ghetto Theresienstadt. Deportation ab Ghetto Theresienstadt am 23. Oktober 1944 nach Konzentrationslager Auschwitz | Yad Vashem (Datenbank, Datensatz Nr. 13330769 und Nr. 9306556) / Gedenkbuch für die Opfer der NS-Judenverfolgung in Deutschland |
| Stern    | Hermann                | 26. März 1943     | 78 Jahre  | Vernichtungslager Sobibor     | In die Niederlande emigriert. Deportation am 23. März 1943 ab Durchgangslager Westerbork nach Vernichtungslager Sobibor                                                                               | Yad Vashem (Datenbank, Datensatz Nr. 11641232) / Gedenkbuch für die Opfer der NS-Judenverfolgung in Deutschland                 |
| Stern    | Klara                  | unbekannt         | unbekannt | Konzentrationslager Auschwitz | Deportation am 27. September 1942 ab Darmstadt nach Ghetto Theresienstadt. Deportation am 29. Januar 1943 nach Konzentrationslager Auschwitz.                                                         | Yad Vashem (Datenbank, Datensatz Nr. 11641491) / Gedenkbuch für die Opfer der NS-Judenverfolgung in Deutschland                 |
| Stern    | Martha                 | 26. März 1943     | 77 Jahre  | Vernichtungslager Sobibor     | In die Niederlande emigriert. Deportation am 23. März 1943 ab Durchgangslager Westerbork nach Vernichtungslager Sobibor                                                                               | Yad Vashem (Datenbank, Datensatz Nr. 11641639) / Gedenkbuch für die Opfer der NS-Judenverfolgung in Deutschland                 |
| Strauß   | Johanna                | 28. Januar 1943   | 77 Jahre  | Ghetto Theresienstadt         | Deportation am 27. September 1942 ab Darmstadt nach Ghetto Theresienstadt | Yad Vashem (Datenbank, Datensatz Nr. 11643634) / Gedenkbuch für die Opfer der NS-Judenverfolgung in Deutschland                 |
| Weiß     | August                 | 29. November 1943 | 14 Jahre  | Konzentrationslager Auschwitz | | Yad Vashem (Datenbank, Datensatz Nr. 11653070) / Gedenkbuch für die Opfer der NS-Judenverfolgung in Deutschland                 |

## Erinnerungsarbeit
1988 ließ die Gemeinde Essenheim an Standort der ehemaligen Synagoge einen Gedenkstein aufstellen. Die Inschrift lautet:
Hier stand die Synagoge

von Essenheim geweiht

im Jahre 1857. Bis

1935 diente sie unseren

jüdischen Bürgern, die aus

der Heimat vertrieben

oder in Konzentrationslagern

ermordet wurden,

als Gebetsstätte.

Die Gemeinde Essenheim 1988
Der Künstler Gunter Demnig verlegte im März 2016 insgesamt 15 Stolpersteine vor drei Wohnhäusern, deren jüdische Einwohner während der Zeit des Nationalsozialismus deportiert, ermordet oder vertrieben worden waren.